# Maren Sars

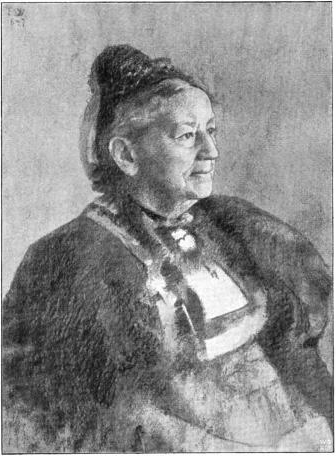
Maren Sars Welhaven

Maren Cathrine Sars Welhaven (Bergen, 17 augustus 1811 – Oslo, 27 december 1898) was een Noorse vrouw uit hoge kringen.
Maren werd geboren in Bergen uit het huwelijk tussen priester Johan Ernst Welhaven (1775-1828) en Else Margrethe Cammermeyer (1785-1853). Ze was de zus van schrijver Johan Sebastian Welhaven en schrijfster Elisabeth Welhaven. In 1831 huwde Maren priester/bioloog Michael Sars. Zij kregen veertien kinderen. Onder de negen kinderen die volwassen werden bevonden zich Georg Ossian Sars (later ook bioloog), Ernst Sars (historicus), Mally Sars (zangeres) en Eva Helene Sars (eveneens zangeres). Mally trouwde met Thorvald Lammers, Eva met Fridtjof Nansen. 
Ze groeide op in Bergen en verhuisde vervolgens naar Kinn en Manger, alwaar Michael Sars toen predikant was. In 1854 verhuisde het gezin naar Oslo. Maren Sars had graag mensen om haar heen en het huis werd een verzamelplaats voor liberalen en intellectuelen. Het huis kreeg de bijnaam Eerste Noorse Salon. Noorwegen probeerde zich toen langzaam los te maken van Denemarken en Zweden. Ze ontmoette regelmatig Ola Thommessen, Lars Holst, Oda Krogh, Mathilde Schjøtt, Hartvig Lassen en Bjørnstjerne Bjørnson. Die laatste schreef een gedicht voor haar Mally en Eva verzorgden regelmatig muziek tijdens die bijeenkomsten, later ook Thorvald. Na de dood van haar man in 1869 bleven bij Ossian en Ernst bij haar wonen en vrijgezel. Af en toe trok ook haar zuster Elisabeth bij haar in.   